# Ekorrar
Ekorrfamiljen (Sciuridae), är en stor familj bland gnagarna. Den finns representerad på i hela världen utom Australien, Nya Guinea, Madagaskar och Antarktis. Dessutom saknas de i vissa öknar.
Enligt Mammal Species of the World listas 51 släkten med tillsammans 270 till 280 arter i familjen men systematiken är delvis oklar.
Namnets urprung är inte klarlagt. Det kan syfta på vistelsen nära ekar eller kan vara bildat av det gammaltyska ordet aig (röra sig snabb).

## Kännetecken
Medlemmar i familjen är jämförelsevis små. Storleken varierar mellan afrikansk dvärgekorre (Myosciurus pumilio) med en längd på 7 till 10 centimeter och en vikt omkring 10 gram på ena sidan och alpmurmeldjuret på andra sidan, som når en längd mellan 53 och 73 centimeter samt en vikt mellan 5 och 8 kilogram. Pälsen är vanligen mjuk, men hos vissa arter tjockare. Pälsens färg varierar mycket, ibland även mellan individer av samma art.
Flera arter i familjen kännetecknas av en yvig svans. De har fem tår vid de bakre extremiteterna, fyra tår vid de främre extremiteterna och jämförelsevis stora ögon. Dessutom har de en mjuk sula på fötternas undersida.
Tanduppsättningen är liksom hos andra gnagare med förstorade framtänder som växer hela livet och en stor lucka före kindtänderna. Tandformeln för de flesta arterna i familjen är 1.0.1.31.0.1.3 eller 1.0.1.31.0.2.3, alltså 20 till 22 tänder totalt.
På grund av de stora ögonen antas att arterna har en särskilt bra syn vilket är viktigt för djur som lever i träd. Många arter har även ett väl utvecklat känselsinne med morrhår i ansiktet och vid extremiteterna.

## Levnadssätt
De flesta men inte alla arter är aktiva på dagen. Födan utgörs huvudsakligen av nötter och frön men det finns även arter som äter insekter och fågelägg. Dessa arter som lever i träd är mycket rörliga. De gör långa hopp från gren till gren eller ner till marken och skadar sig sällan vid dessa tillfällen. Ofta bygger de bon i trädens håligheter eller direkt på grenar. Medlemmar av underfamiljen Xerinae lever däremot i underjordiska gångsystem. Dessa djur stannar i närheten av bon och gömmer sig vid fara i tunnlarna.
Beroende på art parar sig honor en eller två gånger per år. Efter dräktigheten som varar i 3 till 6 veckor föds några ungdjur. Ungarna är vid födelsen blinda, nakna, tandlösa och hjälplösa. Hos de flesta arterna är bara honan ansvarig för ungarnas uppfostran. Ungarna dias 6 till 10 veckor. De blir könsmogna vid slutet av första levnadsåret. Arter som lever på marken är sociala djur med väl utvecklade kolonier medan individer hos trädlevande arter ofta är ensamma.

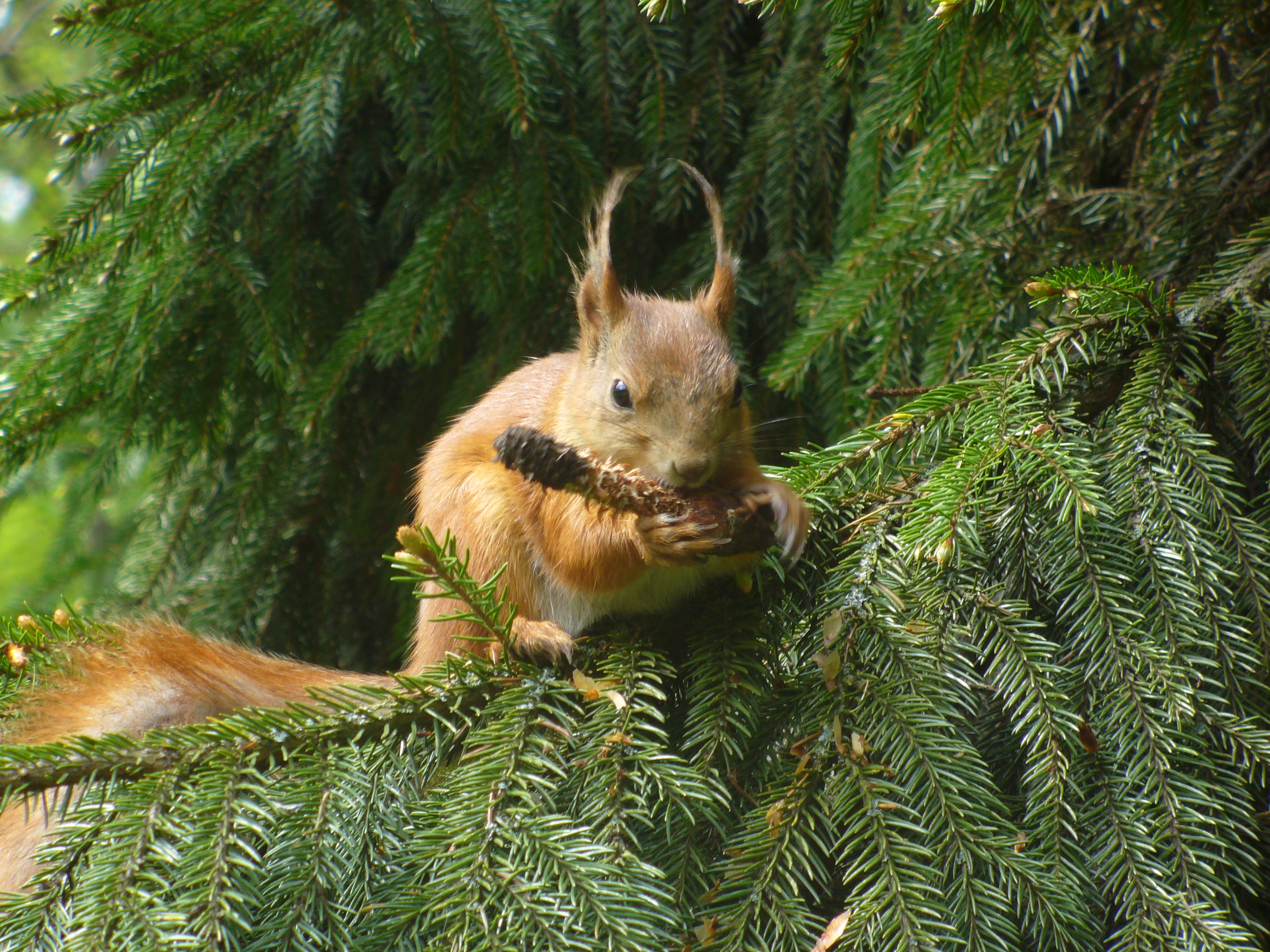
Medan flera arter (som vanlig ekorre, Sciurus vulgaris) lever i träd ...
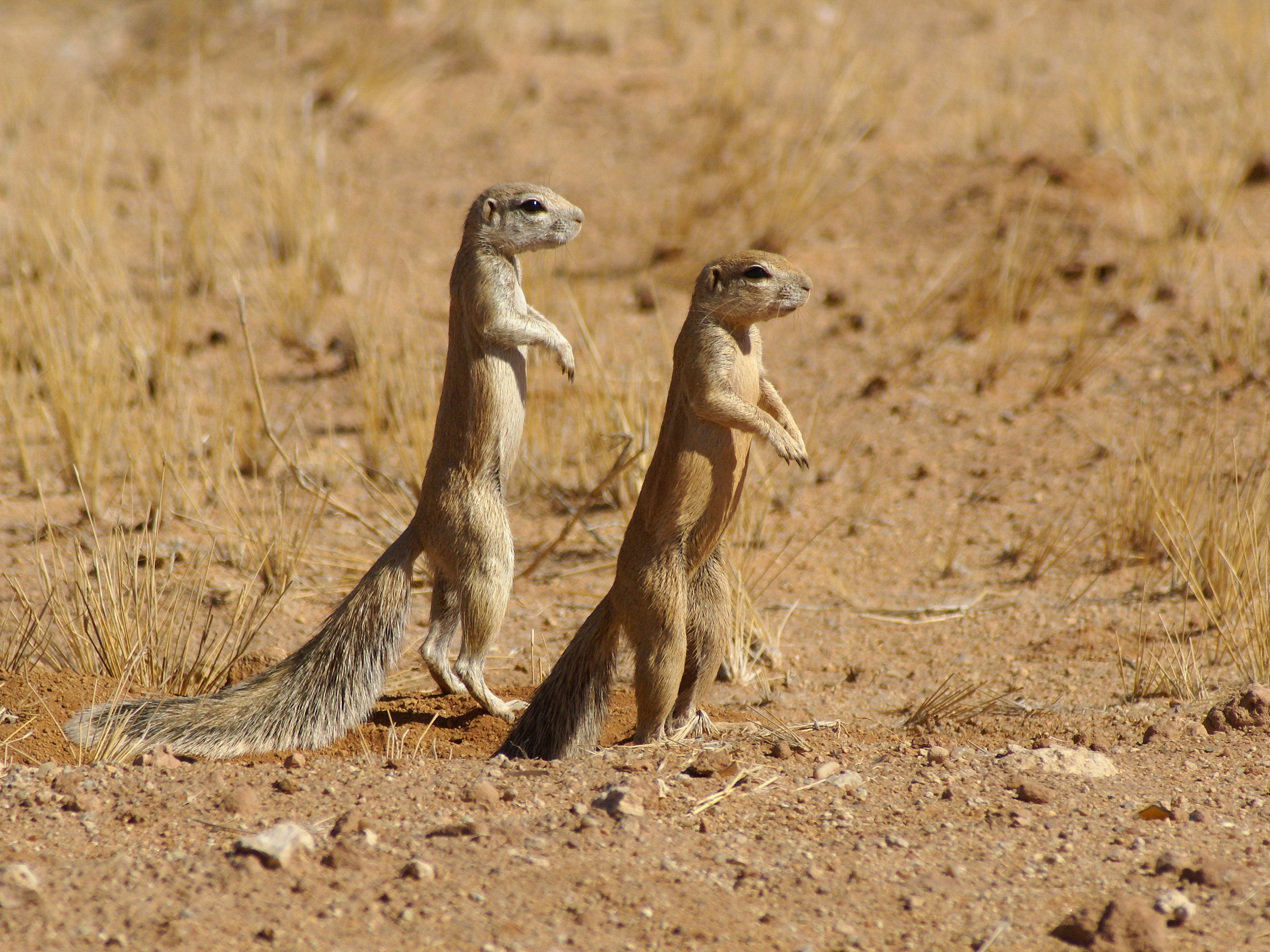
... har andra (som kapjordekorre, Xerus inauris) anpassat sig till livet på marken ...
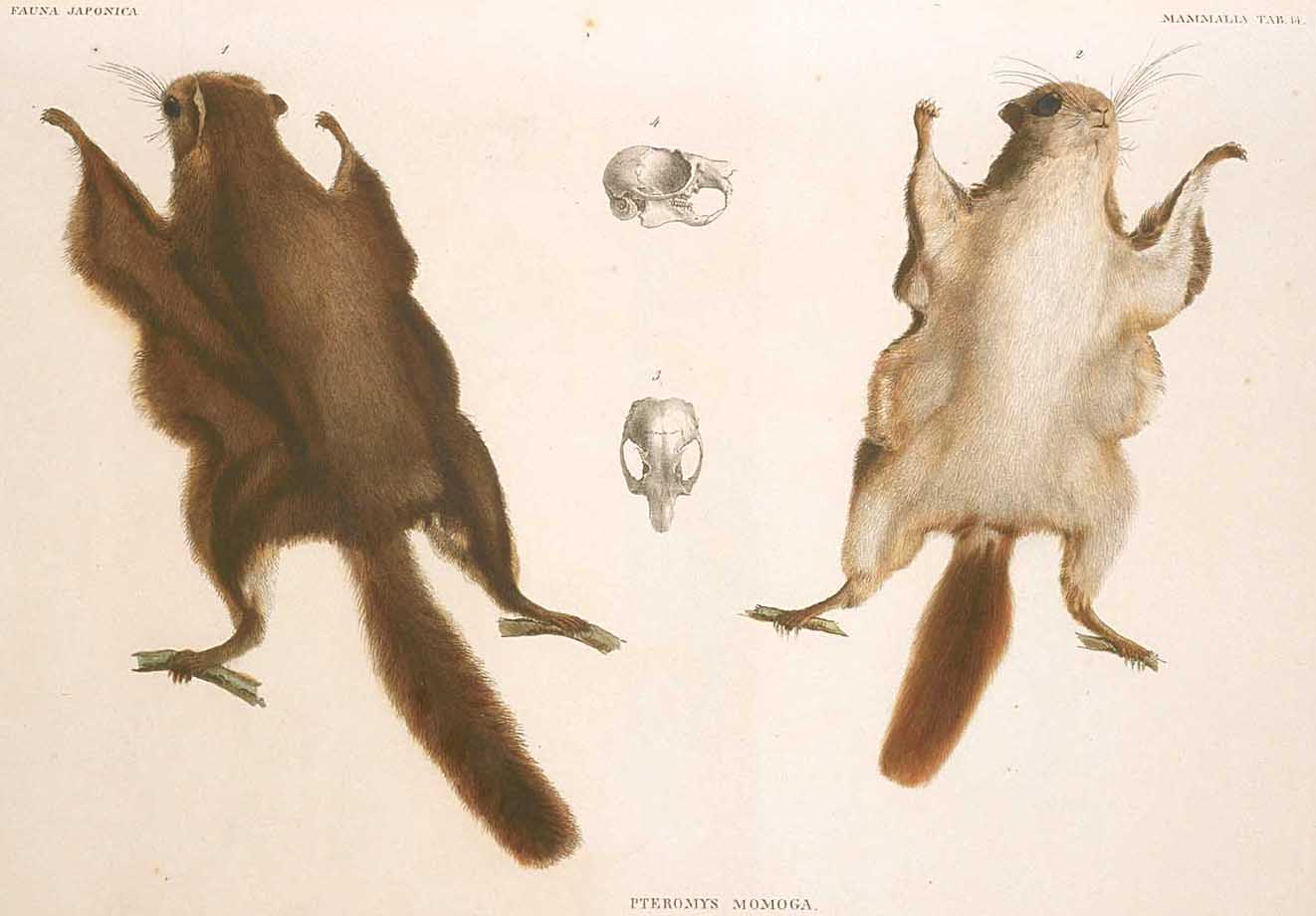
... och vissa (som Pteromys momonga) kan glidflyga flera hundra meter.

## Systematik
Tidigare delades familjen i jordlevande- och trädlevande ekorrar men denna indelning motsvarar inte släktskapsförhållandena. Familjen har enligt Michael Carleton und G. Musser (2005) följande taxonomi:
- Familj Sciuridae
  - Underfamilj Ratufinae (jätteekorrar)
    - Ratufa

  - Underfamilj Sciurillinae (sydamerikanska pygméekorrar)
    - Sciurillus

  - Underfamilj Sciurinae (trädekorrar och flygekorrar)
    - Tribus Sciurini
      - Microsciurus
      - Rheithrosciurus (örontofsekorre)
      - Sciurus (trädekorrar)
      - Syntheosciurus
      - Tamiasciurus

    - Tribus Pteromyini (flygekorrar)
      - Aeretes
      - Aeromys
      - Belomys
      - Biswamoyopterus
      - Eoglaucomys
      - Eupetaurus
      - Glaucomys (amerikanska flygekorrar)
      - Hylopetes
      - Iomys
      - Petaurillus
      - Petaurista (jätteflygekorrar)
      - Petinomys
      - Pteromys  (eurasiska flygekorrar)
      - Pteromyscus
      - Trogopterus

  - Underfamilj Callosciurinae
    - Callosciurus (praktekorrar)
    - Dremomys
    - Exilisciurus
    - Funambulus
    - Glyphotes
    - Hyosciurus
    - Lariscus
    - Menetes
    - Nannosciurus
    - Prosciurillus
    - Rhinosciurus (spetsnäst ekorre)
    - Rubrisciurus
    - Sundasciurus (sundaekorrar)
    - Tamiops

  - Underfamilj Xerinae
    - Tribus Xerini
      - Atlantoxerus getulus (nordafrikansk borstekorre)
      - Spermophilopsis
      - Xerus

    - Tribus Protoxerini
      - Epixerus
      - Funisciurus
      - Heliosciurus
      - Myosciurus
      - Paraxerus
      - Protoxerus

    - Tribus Marmotini
      - Ammospermophilus
      - Cynomys  (präriehundar)
      - Marmota (murmeldjur)
      - Sciurotamias
      - Spermophilus (sislar)
      - Tamias (amerikanska jordekorrar)

NB Det förekommer, speciellt i äldre verk, att flygekorrarna förs till en egen underfamilj Petaurstinae.